# Pass interference
Pass interference, przeszkadzanie w podaniu - przewinienie w futbolu amerykańskim powstające w sytuacji, gdy zawodnik przeszkadza swojemu przeciwnikowi w odebraniu podania do przodu.
Do przeszkadzania zalicza się podcinanie, pchanie, pociąganie i uderzanie ciała przeciwnika, w tym jego rąk. Dozwolone jest złapanie lub wybicie piłki zanim zostanie złapana.
W momencie, gdy piłka dotyka ciała któregokolwiek z zawodników, powyższego przepisu nie stosuje się więcej - zawodnicy mogą się szarżować.
W sytuacji, gdy obrońca ustawia się w lepszej pozycji od odbierającego zawodnika ataku i stara się przechwycić piłkę, przeszkadzanie mu zostanie uznane przez sędziów za ofensywne przeszkadzanie w podaniu (offensive pass interference).